# Proconura nigripes
Proconura nigripes är en stekelart som först beskrevs av Etienne Laurent Joseph Hippolyte Boyer de Fonscolombe 1832.  Proconura nigripes ingår i släktet Proconura och familjen bredlårsteklar. Inga underarter finns listade i Catalogue of Life.